# Waterea cornigera
Waterea cornigera är en spindelart som beskrevs av Forster och Wilton 1973. Waterea cornigera ingår i släktet Waterea och familjen Amphinectidae. Inga underarter finns listade i Catalogue of Life.